# Erzias
Los erzias o erzyas (en erzya: Эрзят, romanizado: Erźat) son uno de los pueblos fineses mordovianos que se encuentran principalmente en la República de Mordovia, Rusia. Los erzias viven principalmente en el este de Mordovia, en la cuenca de los ríos Moksha y Surá, así como en el Volga y Bélaya.

## Etnónimo e identidad
Erzya (en erzya: Эрзят) es el nombre propio o etnónimo del pueblo. La mención más antigua conocida del nombre propio erzia está contenida en una carta del jázaro Jagan Joseph del siglo X. Quizás también se convirtió en la base del nombre del país de Arsania, mencionado en los trabajos de geógrafos árabes del siglo X, pero cuya identificación exacta y ubicación aún se desconocen. Según el historiador y etnógrafo Vládimir Napolskij, el origen de la palabra "Erzya" tampoco está claro, pero la suposición más aceptable es que se tomó prestada de los idiomas iraníes (quizás del antiguo persa aršan, que significa macho, esposo o héroe).
Viacheslav Vershinin sugiere una posible conexión con la raíz proto-finougrica *irkä (*ürkä) con el significado de hombre o hijo (en mari: эрге, lit. 'muchacho'). Otras hipótesis lo relaciona con la palabra en las lenguas altaicas: en tártaro: ир (esposo, hombre), en mongol: эр (hombre; héroe). Además, tiene razones para creer que erzya es un etnónimo mucho más antiguo que moksha" o shoksha, que podría ser un autonombre común para las tribus mordovianas.
Con base en el análisis de las culturas arqueológicas, los arqueólogos expresaron diferentes opiniones: ya sea que hubo un antiguo pueblo mordoviano común, que a mediados o finales del primer milenio se dividió en mokshas y erzyas, o se expresó la opinión de que mokshas y erzyas se dividieron inicialmente y nunca existió una cultura mordoviana común. También se planteó la hipótesis de que los cimientos de las culturas erzia y moksa se establecieron de forma independiente, más tarde en el sexto y séptimo milenio comenzó a formarse una cultura mordoviana común, que a principios del segundo milenio comenzó a diferenciarse nuevamente en Moksha y Erzya. La hipótesis más reciente fue que en los siglos III-V hubo una sola comunidad mordovia antigua, que comenzó a dividirse en erzya y moksha no antes de los siglo VI-VII, y el proceso de separación se completó a principios del siglo XII.

## Distribución geográfica

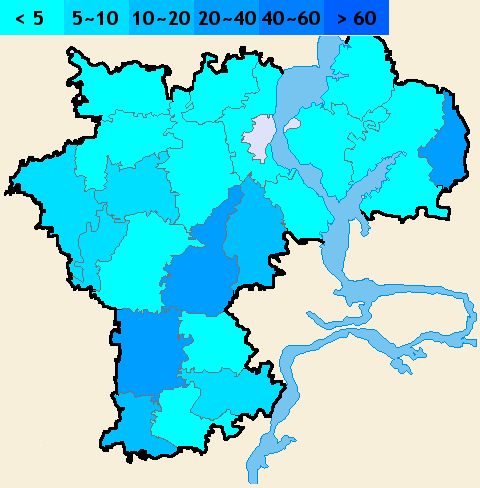
Porcentajes de erzyas en el óblast de Uliánovsk

Dos grandes áreas fuera de los límites de la Mordovia moderna incluyen un número bastante grande de erzias y moksas son los óblasts de Penza-Sarátov y la región del Volga. Así, en el óblast de Samara, el mayor porcentaje de la población de erzia se observa en los distritos de Isakly (23,9%), Shentala (20,9%), Pojvistnevsk (19,8%) y Klyavlino (19,1%). Además, en el raión de Koshki (6%), donde viven de forma compacta en 4 pueblos: Novaya Karmala, Stepnaya Shentala y Gorodok. En el óblast de Kostromá, un número significativo de erzis y mokshas (alrededor del 20%) vive en el pueblo de Miskovo en el río Meza, quienes se mudaron a estos lugares desde varias regiones de Mordovia en la década de 1960 durante la construcción de una empresa de turba. En óblast de Oremburgo, hay minorías de erzias en los raiones de Buguruslan (16,1%), Severnoye (12,7%), Ponomariovka (7,8%) y Abdulino (7,6%).

## Historia
Los erzias, así como los moksas, fueron informados por el erudito iraní Rashid-al-Din Hamadani a principios del siglo XIV. El príncipe nogayo Yusuf escribió sobre los "Riazanos" en una carta enviada por él a Moscú en 1549.
A principios de la Edad Media, los erzyas eran un pueblo que resistió a los jázaros, pechenegos y cumanos. Bajo la presión de los eslavos que se reasentaron, se retiró hacia el este hasta la moderna Arzamas.
A diferencia de los moksas, que en 1237 reconocieron su dependencia de la Horda de Oro, los erzias se retiraron al norte, a los bosques, y resistieron a las tropas mongolas. Después de la transferencia de la capital de Súzdal a Nizhni Nóvgorod a mediados del siglo XIV, los erzyas cayeron bajo el dominio del principado of Nizhni Nóvgorod-Súzdal y algunos de ellos adoptaron el cristianismo, mientras que la otra parte se retiró más hacia el este, penetrando en el Volga y los Urales del Sur en el siglo XVII, donde se encontraron con los nogayos y calmucos. La creación de la línea de fortalezas de Sarátov, Oremburgo y Cheliábinsk hizo posible que los erzias avanzaran más en los Urales. Muchos asentamientos erzios en los Urales aparecieron después de la penetración de la población rusa aquí.

## Idioma
Entre los lingüistas, prevalece la opinión de que hace más de mil quinientos años había una sola lengua mordoviana antigua que funcionaba dentro de una única formación tribal mordoviana común, y hace mil quinientos años se dividió en lenguas moksha y erzya.

## Demografía
Una parte significativa de la población erzya vive en el antiguo territorio étnico:
- Erzias oriental: habitan todas las regiones de la parte oriental de la República de Mordovia y los raiones de Alátyr, Poretsk e Ibresi de Chuvasia.[11]
- Erzias del norte: viven en el raión de Bolshoye Ignatovo de Mordovia y en los raiones de Gagino, Lukoyanov, Sergach, Shatki y Pilna del óblast de Nizhni Nóvgorod.
- También hay un grupo de erzias de las regiones del noreste del óblast de Penza (raiones de Gorodische, Nikolsk, Penza y Sosnovoborsk).

El grupo erzia, a veces llamado shoksha, vive en los raiones de Tengushevo y Torbeyevo del oeste de Mordovia. Los shoska se separaron de los erzias en los siglo XVI y XVII, este grupo se encontró entre los moksha y experimentó una cierta influencia de su parte.
| Áreas de asentamiento          | Erzias | Moksas |
| ------------------------------ | ------ | ------ |
| Gobernación de Penza           | 104    | 274    |
| Gobernación de Nizhni Nóvgorod | 82     | 3      |
| Gobernación de Simbirsk        | 178    | 1      |
| RSS Chuvasia                   | 24     | -      |
| Gobernación de Sarátov         | 121    | 34     |
| RASS Tártara                   | 24     | 12     |
| Gobernación de Samara          | 210    | 42     |
| Gobernación de Oremburgo       | 11     | 12     |
| RASS de Baskiria               | 40     | 10     |
| Otras áreas                    | 1      | 3      |
| Otros lugares de la URSS       | 77     | 77     |
| Total en la región Idel-Ural   | 795    | 391    |
| Total URSS                     | 872    | 468    |

Según Viacheslav Kozlov, el número total de erzias en 1926 era casi el doble del número de moksas; según los cálculos del autor, este exceso fue más significativo fuera de Mordovia, ya que en la propia región indígena, el número de moksha en 1926 era solo ligeramente inferior al número de erzias (237 y 297 mil personas, respectivamente).

## Genética
El primero en escribir sobre las características antropológicas de los mordovianos fue el enciclopedista, naturalista y viajero alemán en el servicio ruso Peter Simon Pallas (1773), según el cual los moksas tiene menos personas rubias y pelirrojas que los erzias; sin embargo, de estos últimos la mayoría de ellos tenían el pelo castaño oscuro. En 1912, se publicó un curso de conferencias de Stefan Kuznetsov, que señala las características antropológicas de moksas y erzias. En comparación con los erzias, que están más dominados por individuos de cabello rubio, ojos grises y piel clara, los moksas tienen un número predominante de personas con cabello y ojos negros, piel morena y color amarillento. La antropóloga Tatiana Alekseeva argumentó que los moksas, en comparación con los erzias, manifiestan más notablemente las características de los caucasoides del sur, y atribuye a los erzias más al círculo de los caucasoides del norte.
Las poblaciones modernas de erzias tienen ancestros comunes con aquellas poblaciones que ahora están asentadas mucho más al oeste (rusos del centro y sur de Rusia, bielorrusos, polacos, eslovacos), pero también con poblaciones del este de Alemania, a las que los erzias están genéticamente mucho más cerca que a los más cercanos lingüísticamente y geográficamente, los moksas, cuyas poblaciones modernas están genéticamente relacionadas exclusivamente con las poblaciones de los pueblos indígenas del Volga Medio. El estudio de la distribución de antígenos de grupos sanguíneos en los pueblos erzya y moksha de Mordovia mostró que la aparición de algunos antígenos eritrocitarios en los pueblos moksha y erzya puede tener diferencias significativas (hasta dos veces).

## Cultura

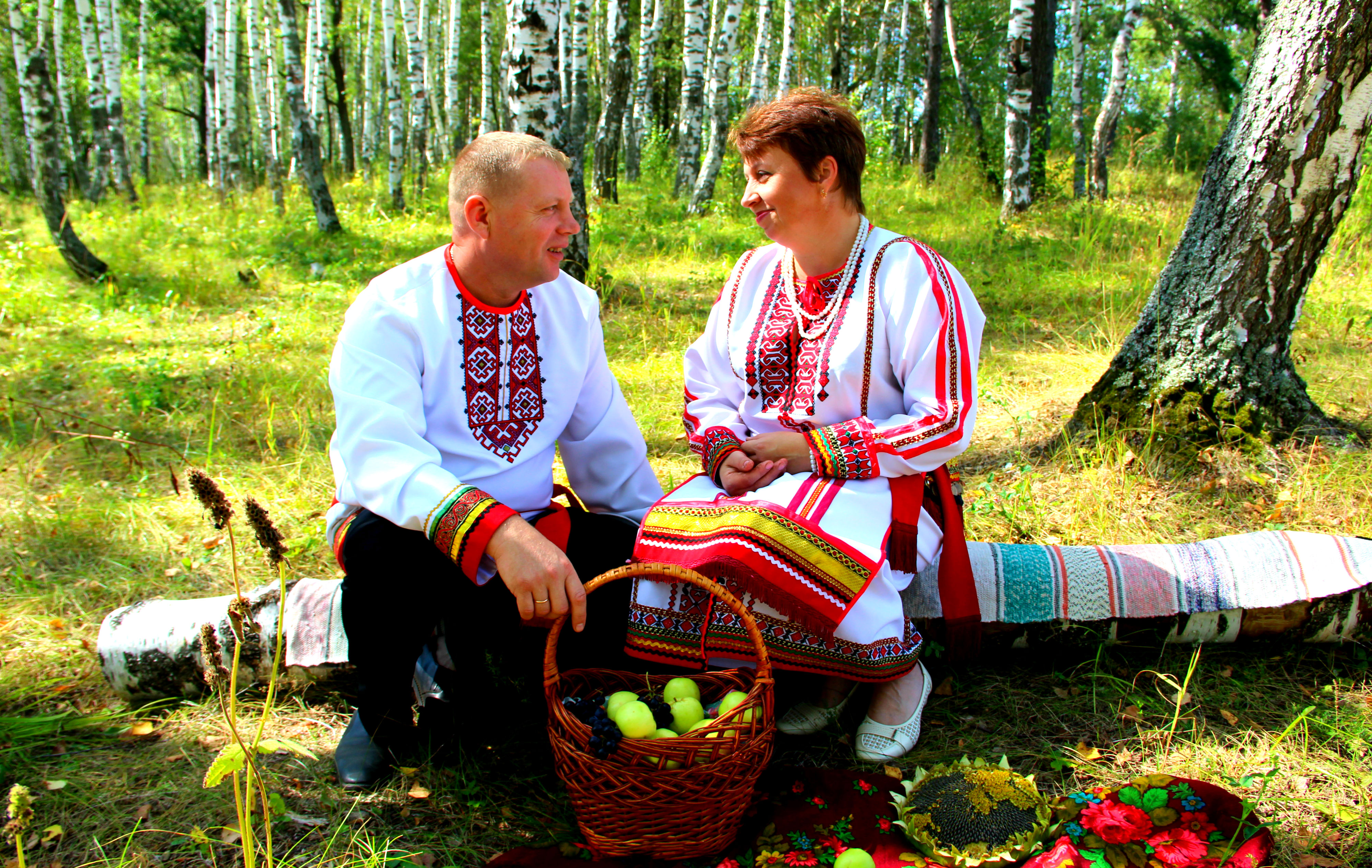
Familia erzya

La principal fiesta popular de los erzias es Rasken Ozks (en ruso: народное моление), que se celebra el segundo sábado de julio, en el pueblo de Chukaly, raión de Bolshoye Ignatov de la República de Mordovia, por decisión del consejo de ancianos (en erzya: атянь эзем, romanizado: atyan ezem) el 10 de julio de 2004, con una frecuencia de 3 años. También hay un Velen Ozks anual, presumiblemente a fines de julio. Además de estas dos festividades de oración, hay muchos más días rojos en el calendario de erzia, pero son celebrados por pequeños grupos de representantes de este pueblo que viven en áreas rurales.
Desde 1993, el 16 de abril, en el cumpleaños del primer profesor de erzya, Anatoli Riabov, se celebra el Día de la Lengua erzya (en erzya: Эрзянь Келень Чи).

### Vestimenta
Hablando de traje folklórico, los etnógrafos se refieren al traje del ambiente campesino. Se formó en la antigüedad, al mismo tiempo que se dotó de características icónicas. Toda la vida de cualquier campesinoa o campesina erzia, desde el momento del nacimiento hasta la muerte, estuvo asociada con varias ceremonias y rituales, y el traje desempeñó un papel muy importante en ellos. El traje nacional erzia se formó en la zona central de la parte europea de Rusia. El complejo de ropa incluía ropa interior y ropa exterior ligera, un conjunto de ropa cálida de invierno y fuera de temporada. Una parte integral del disfraz incluía una variedad de detalles y decoraciones.
Comparando la ropa de los erzia y moksas con los rusos, tártaros, chuvasios, maries y otros pueblos que viven en el vecindario, puedes encontrar muchos elementos similares en ella. La presencia de fuentes comunes de vestimenta de los pueblos ugrofinesas está indicada por una serie de detalles del traje nacional y sus métodos de su diseño. Estos incluyen una camisa en forma de túnica que no tiene costuras en los hombros. Al examinar las camisas, un elemento de la vestimenta femenina de los pueblos de la región del Volga, los etnógrafos modernos notan que "el tipo más antiguo de la región del Volga se conservó en su forma pura solo entre los erzias". Sus restos son visibles en la disposición de los bordados de todas las camisas mordovianas, tanto de erzya como de los moksha.
Un atributo característico arcaico del traje de las mujeres Meshchera y Erzya se consideraba una polaina pulagai, una especie de cinturón de modestia. Por primera vez, las niñas se ponían el pulagai el día de la mayoría de edad y lo llevaban constantemente hasta la vejez, siendo especialmente elegantes las polainas de las mujeres en edad fértil. Estaban decorados con bordados, trenzas, lentejuelas de cobre, cuentas, conchas de cauri, monedas, fichas. Junto con otros adornos, el pulagai servía no solo como talismán, sino también como marcador del período de edad especial de una mujer.
Junto con su ropa, las mujeres erzias usaban tocados llamados praveltyavks (en erzya: прявельтявкс, lit. 'lo que cubre la cabeza'""), que se cambian cuando se casan e indican la riqueza de la familia. Las chicas dejaron una trenza, que se bajó por la espalda. El cabello de las mujeres casadas se tejía en dos trenzas y se ocultaba bajo un tocado. Otros tocados usados por las erzias son los pango (en erzya: Панго), soroka (en erzya: Сорока) u otros muchos tipos

### Música
El grupo más famoso en el mundo ugrofinesa que interpreta canciones en el idioma erzya es el grupo folclórico Toorama. En 2005, se creó el grupo de arte y folk Mordens, que es popular entre los jóvenes. En 2010, el grupo Merema aparece en Saransk y en 2011, el grupo musical Oyme debutó en Moscú. Bakich Vidyay, Ezhevika Spirkina, Anna Panisheva, Andrey Bochkanov, Evgeny Samarkin, Viktor Rautkin y otros interpretan canciones modernas en el idioma erzya.